# لاسال (ایلینوی)
لاسال، ایلینوی (به انگلیسی: LaSalle, Illinois) یک شهر در ایالات متحده آمریکا با جمعیت ۹٬۶۰۱ نفر است که در ایلی‌نوی واقع شده‌است.